# Galium xylorrhizum
Galium xylorrhizum är en måreväxtart som beskrevs av Pierre Edmond Boissier och Alfred Huet du Pavillon. Galium xylorrhizum ingår i släktet måror, och familjen måreväxter. Inga underarter finns listade i Catalogue of Life.